# Jean-Jacques Lagrange
 (juin 2024).
Si vous disposez d'ouvrages ou d'articles de référence ou si vous connaissez des sites web de qualité traitant du thème abordé ici, merci de compléter l'article en donnant les références utiles à sa vérifiabilité et en les liant à la section « Notes et références ».
Pour les articles homonymes, voir Lagrange.
Jean-Jacques Lagrange est un réalisateur de télévision suisse né en 1929 à Genève. 

## Biographie
Licencié en sociologie, Jean-Jacques Lagrange entre au début des années 1950 à Radio-Genève, où il est responsable de la continuité. À l'instigation de René Schenker, directeur adjoint de Radio-Genève, il fait partie, dès 1953-1954, de l'équipe qui crée la télévision expérimentale genevoise. Engagé comme réalisateur à la Télévision suisse romande dès ses débuts en 1954, il est aussi l'un des cofondateurs du Groupe 5. Ce groupe de cinéastes composé d'Alain Tanner, Jean-Louis Roy, Claude Goretta, Michel Soutter et Jean-Jacques Lagrange s'unit pour produire des films indépendants en Suisse romande en collaboration avec RTS (anciennement TSR). Leurs œuvres font rapidement connaître le Cinéma suisse sur le plan international.
Mais Jean-Jacques Lagrange reste fidèle à la Télévision suisse romande pour laquelle il produit au début des années 1960 le magazine Continents sans visa. Au cours de sa longue carrière, il réalise plus de 660 émissions, dont cinquante-deux dramatiques en vidéo et neuf téléfilms parmi lesquels six en collaboration avec le scénariste Jean-Louis Roncoroni.
Il devient également responsable des réalisateurs TSR de 1954 à sa retraite en 1994. De 1959 à 1971, il réalisera en indépendant, dans toute l'Europe, 250 émissions pour Ciba Eidophor, une équipe mobile de télévision couleur en circuit fermé projetant sur écran cinéma des émissions médicales, industrielles ou scientifiques.
De 2000 à 2020, il se consacre à la sauvegarde et la numérisation des archives et à l'histoire de la TSR. Il crée le site web Histoire de la Télévision romande. Il dirige la compilation de 5 DVD d'archives pour le 50e anniversaire de la TSR. Il écrit des dossiers pour le site Fonsart notreHistoire.ch et pour le site de l'UNIL, Histoire élargie de la Télévision en Suisse.
Pionnier de la télévision en Suisse, passionné par les évolutions technologiques et l'évolution des métiers de la réalisation, Jean-Jacques Lagrange a été pendant 40 ans l'un des piliers de la TSR.

## Technique TV

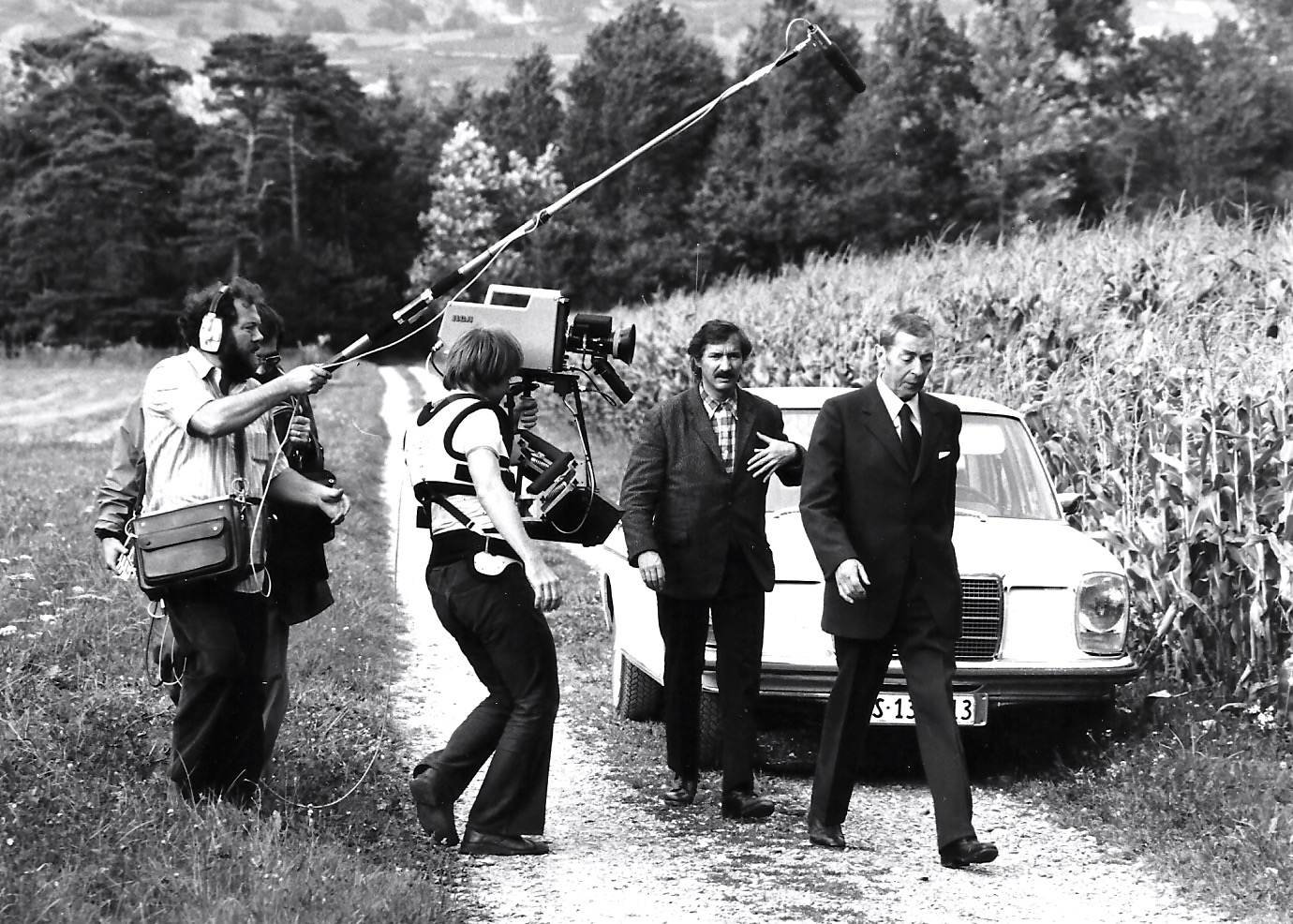
Le taureau des sables

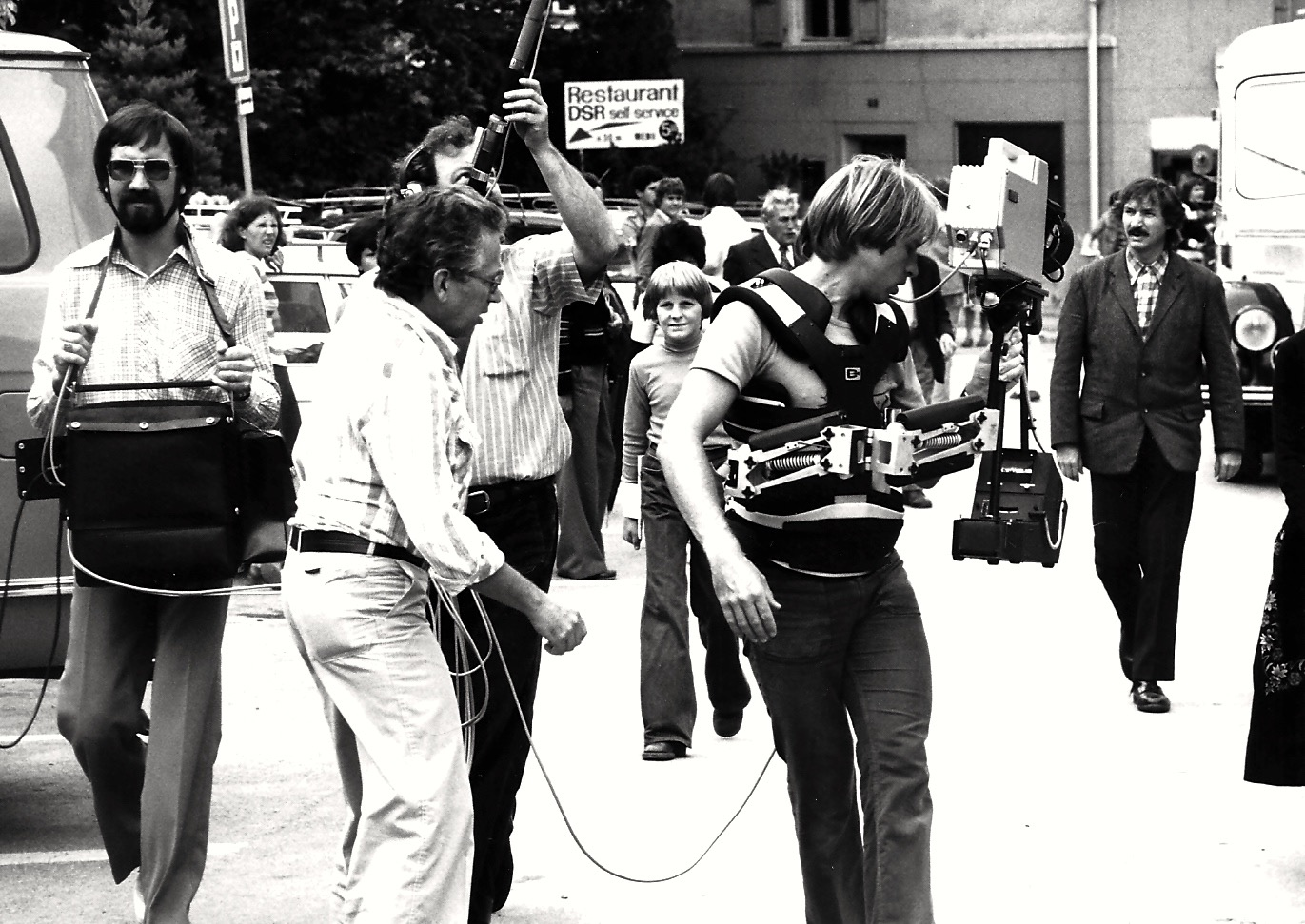
Tournage du film "Le taureau des sables"

Pour le téléfilm Le taureau des sables tourné en 1977, l'EVN (Electronic Video News) a été utilisé par Jean-Jacques Lagrange ainsi qu'un Steadicam qui venait d'être inventée et qu'il avait loué aux USA pour l'occasion. L'EVN était une vidéo légère avec des caméras vidéo TK76, portables comme une camera 16 mm. La TSR a été une des premières télévision en Europe à effectuer des essais de cette nouvelle technique de l'EVN.

## Filmographie partielle

### Émissions dramatiques
- 1959 : Une soirée d'automne de Friedrich Dürrenmatt
- 1961 : Korczak et les enfants - Prix Suisse de Télévision, meilleure dramatique, 1961
- 1962 : Flash sur Delia avec Mireille Darc
- 1963 : Le monte-plat de Harold Pinter avec Bernard Fresson et Pierre Debauche
- 1965 : La Dame d'outre nulle-part avec Henri Serre et Marie-Blanche Vergne - Prix Suisse de Télévision, meilleure dramatique 1965
- 1966 : L'Amant de Harold Pinter, avec Françoise Giret et Paul Guers
- 1968 : Temps mort - Scénario de Jean-Louis Roncoroni
- 1979 : Agonie et résurrection d'Henri Dunant de Walter Weideli avec Jean Topart

### Téléfilms longs métrages
- 1971 : Le Fusil de chasse d'après Yasushi Inouë
- 1977 : Le taureau des sables - Film expérimental en EVN
- 1979 : Le Dernier regard de l'Aigle - Scénario de Michel Viala
- 1981 : Mérette - Scénario de Jean-Louis Roncoroni d'après Gottfried Keller
- 1984 : Le Bout du lac avec François Cluzet
- 1985 : La Petite Fille modèle avec Danielle Darrieux
- 1989 : La Vierge noire - Grand Prix du Festival International TV de Chengdu (Chine)
- 1992 : La Confession du pasteur Burg d'après le roman de Jacques Chessex

### Reportages et documentaires
- 1958 : Pilote des glaciers - 2e prix au Prix Italia TV 1958
- 1959 : Hans Erni pour la série Personnalités suisses
- 1959 : Genève pour la série Eurovision Hauts-lieux de l'esprit
- 1963 : Ernest Ansermet pour la série Personnalités suisses
- 1964 : L'Apartheid pour Cinq Colonnes à la Une
- 1965 : Ces Athlètes complets de la chanson
- 1965 : Le planning familial pour les Dossiers de Continents Sans Visa - Prix Suisse de Télévision, meilleur documentaire 1965
- 1966 : L'école ou la vie pour les Dossiers de Continents Sans Visa
- 1966 : Le paysan suisse pour les Dossiers de Continents Sans Visa
- 1966 : La publicité pour les Dossiers de Continents Sans Visa
- 1968 : La Dernière campagne de Robert Kennedy - International Emmy Awards 1969
- 1969 : Far-West: Les Indiens - Les cow-boys - L'héritage
- 1974 : Appenzell pour la série 26 fois la Suisse
- 1976 : Une Amérique bien tranquille
- 1978 : Le sport et l'argent
- 1980 : La Ballade au pays de l'imagination

### Émissions musicales
- 1959 : La Valse de Maurice Ravel par l'OSR - Direction Ernest Ansermet
- 1994 : Piano Seven - Rose de Bronze au Concours International Rose d'Or de Montreux, 1995
- 1997 : Jael -  Rose de Bronze au Concours International pour la Rose d'Or de Montreux, 1997